# Philobythoides stunkardi
Philobythoides stunkardi is een lintworm (Platyhelminthes; Cestoda). De worm is tweeslachtig. De soort leeft als parasiet in andere dieren.
Het geslacht Philobythoides, waarin de lintworm wordt geplaatst, wordt tot de familie Philobothriidae gerekend. De wetenschappelijke naam van de soort werd voor het eerst geldig gepubliceerd in 1979 door Campbell.